# جاك غافني
جاك غافني (بالإنجليزية: Jack Gaffney)‏ هو محامي أسترالي، ولد في 21 أغسطس 1929، وتوفي في 1 أغسطس 2018.

## وصلات خارجية
- جاك غافني على موقع AustralianFootball.com (الإنجليزية)
- جاك غافني على موقع AFLtables.com (الإنجليزية)